# 9-蒽甲醇
9-蒽甲醇是蒽的醇类衍生物，为无色固体，可溶于常见的有机溶剂，可由9-蒽甲醛的氢化反应制得。它可作为超分子組裝的前驱体以及染料中间体。